# Championnats du monde de char à voile 1981
Navigation
1980 1987
Les 3e championnats du monde de char à voile 1981, organisés par le pays hôte sous l'égide de la fédération internationale du char à voile, se sont déroulés à Hardelot-Plage dans le département du Pas-de-Calais en France. Ce sont aussi les 19e championnats d'Europe de char à voile 1981,.

## Podium
| Épreuve  | Or               | Argent               | Bronze         |
| -------- | ---------------- | -------------------- | -------------- |
| Classe 2 | Georges Ameele   | Guy Houillon         | Pierre Nyssens |
| Classe 3 | Bertrand Lambert | Bruno Berry          | Hervé Jamin    |
| Classe 4 | K. Shakleton     | Stuart Mason         | Leslie Damsell |
| Classe 5 | Mark White       | Peter Christopherson | L. Roussel     |

| Épreuve | Or           | Argent              | Bronze    |
| ------- | ------------ | ------------------- | --------- |
| Femmes  | Vivian Ellis | Marie Pierre Passet | G. Goubet |

## Tableau des médailles par nation
| Rang | Nation      | Or | Argent | Bronze | Total |
| ---- | ----------- | -- | ------ | ------ | ----- |
| 1    | Royaume-Uni | 2  | 2      | 1      | 5     |
| 2    | France      | 1  | 2      | 2      | 5     |
| 2    | Belgique    | 1  | -      | 1      | 2     |

| Rang | Nation      | Or | Argent | Bronze | Total |
| ---- | ----------- | -- | ------ | ------ | ----- |
| 1    | Royaume-Uni | 1  | -      | -      | 1     |
| 2    | France      | -  | 1      | 1      | 2     |